# Athōs Solōmou
Athōs Solōmou (in greco: Άθως Σολωμού; Limisso, 30 novembre 1985) è un ex calciatore cipriota, di ruolo centrocampista.

## Carriera

### Club
Dopo alcuni anni trascorsi nelle giovanili dell'Apollōn Limassol, nel 2002 viene convocato in prima squadra dove in quattro anni da calciatore professionista colleziona 98 presenze e 8 reti. Nel 2009 si trasferisce all'APOEL Nicosia.

### Nazionale
Ha esordito in nazionale maggiore nel 2007.

## Palmarès

### Club

#### Competizioni nazionali
- Campionato cipriota: 1

APOEL: 2010-2011
- Supercoppa di Cipro: 1

APOEL: 2011